# Чайковський Володимир Пилипович
Чайковський Володимир Пилипович  31 березня 1936, місто Вознесенськ, нині Миколаївської області) — український винахідник і конструктор агротехніки.

## Біографічні дані
Народився 31 березня 1936 року в місті Вознесенську Одеської області, нині Миколаєвської області.
1954 - закінчив Вознесенську середню школу №23
1961 - закінчив Кишенівський інститут механізації і електрифікації сільського господарства;
1961-1963 - Алтайський край, радгосп, завідуючий ремонтних майстерень;
1963-1965 - Молдовська СРСР, колгосп "Патрія", інженер;
1965-1996 - за конкурсом працівник ІМЕСГ УААН, науковий співробітник.
Після 1996 року здійснював авторські дослідження, патентування агропррмислових винаходів і коструювання зернозбираючої техніки. Запатентував 7 винаходів, сконтруював молотарку - патент № 61149, запровадив новітній спосіб збирання зернових колосових та інших культур - патент № 54603, 3-х скиртоутворювачів - патент №5985, патент №65621, патент №1225, запровадив спосіб утворення стога - патент №33155 і технологію обмолоту зернової маси на краю поля, зернозбиральний комбайн - патент №72620 та скиртоутворювач з жаткою та подрібнювачем - авторське свідоцтво СРСР №264045, патент США №3813861.
Переможець Всеукраїнського конкурсу "Винахід - 2004" в номінації "Кращий винахід  в галузі агропромислового комплексу.
Мешканець селища Глеваха, Київської області.

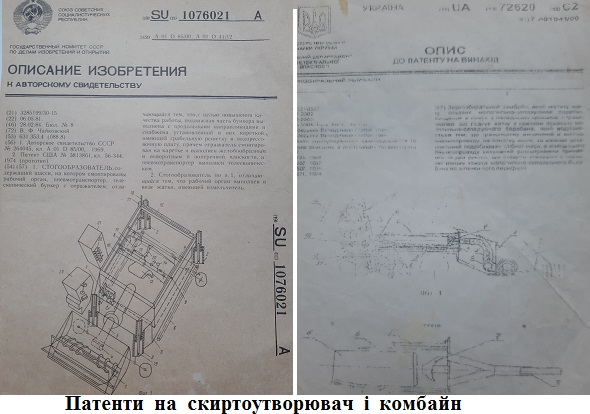
Патенти Чайковського

## Наукова діяльність
Праці з питань агропромислового комплексу.